# Padaung

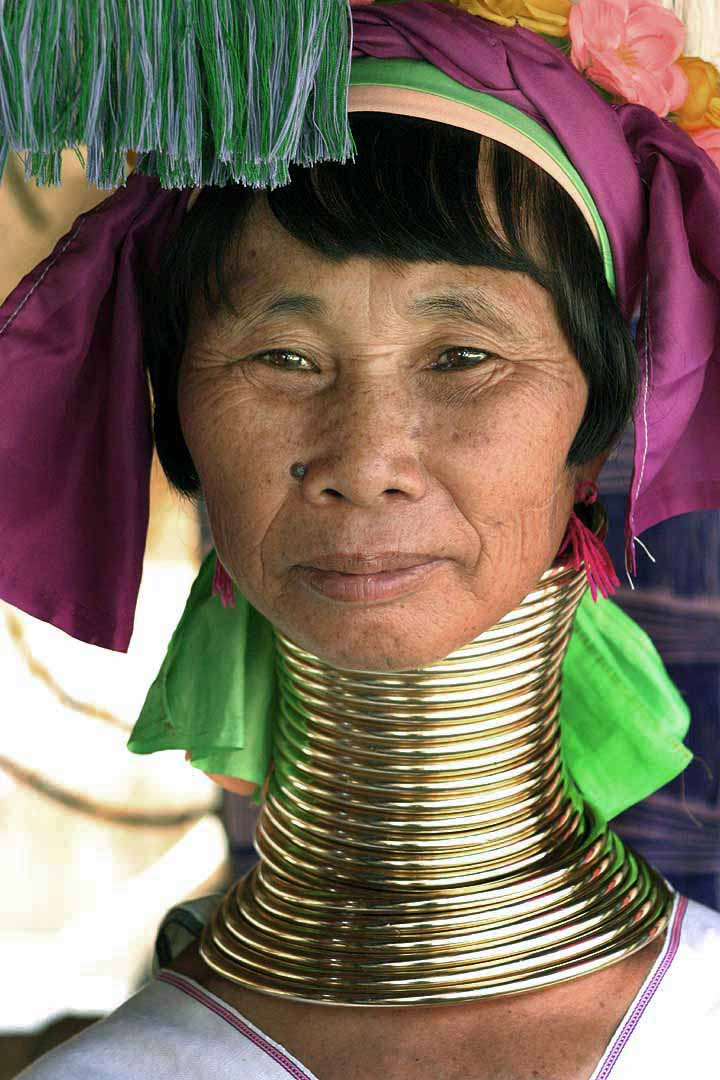
Mujer padaung del norte de Tailandia.

Las padaung ('mujeres de cuello de jirafa') forman parte del grupo étnico o tribu kayan, karen o karenni, una de las minorías étnicas tibetobirmanas de Myanmar que se compone aproximadamente de 7000 miembros y pertenecen al estado Shan.
Durante la década de 1990, debido al conflicto con el régimen militar de Birmania, muchos miembros de la tribu huyeron a Tailandia. Padeciendo los conflictos al ser una zona fronteriza, estos pueblos estaban dispuestos a sobrevivir con las limosnas que recibían de los turistas que pagaban por observar a dichas mujeres que tienen un adorno de latón en espiral que rodea el cuello. Este, desde la edad de cinco años, va presionando poco a poco la clavícula hacia abajo mediante la adición de anillos, haciendo que parezca que tienen el cuello más largo.

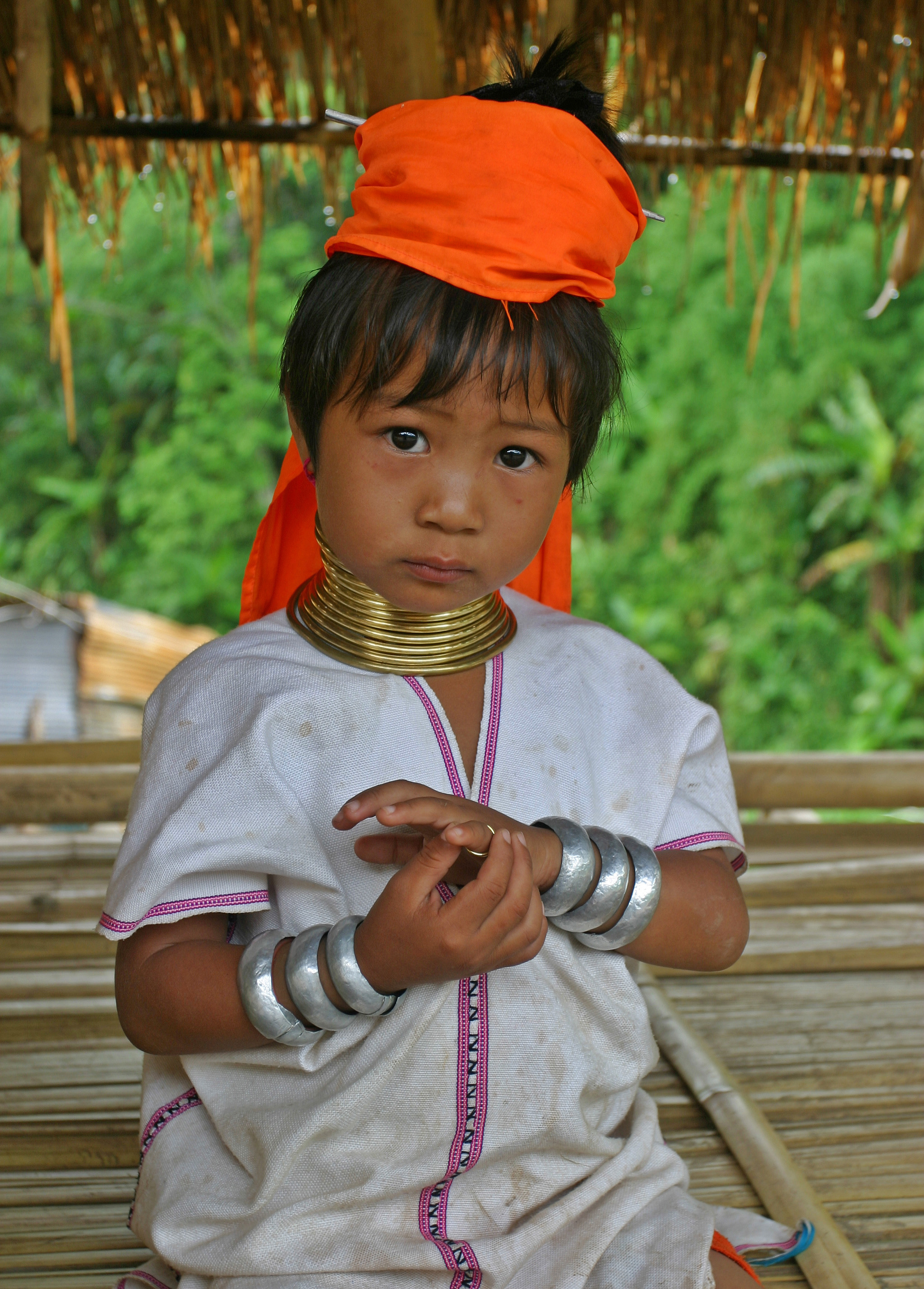
Niña padaung del norte de Tailandia.

Según estudios antropológicos , se intuye que dicho abalorio les sirve para evitar mordeduras de tigres. Esta teoría no es aceptada en Tailandia porque los tigres no discriminan por sexo en sus ataques y los hombres de esa tribu no llevaron nunca ninguna protección. Pero es uno de los motivos, ya que las niñas elegidas para llevar los anillos debían ser protegidas especialmente, por nacer los miércoles de Luna llena. También se dice [¿quién?], entre otras conclusiones, que con ese elemento alrededor del cuello se afea a las mujeres y así se evita que sean esclavizadas por otras tribus.
El Gobierno birmano trató de hacer desaparecer esta costumbre, intentando cambiar la imagen de país poco desarrollado. Por ello, muchas mujeres rompieron la tradición, pero viendo que los turistas en los últimos años van buscando a las famosas mujeres de cuello de jirafa y que es un negocio rentable no han permitido que se pierda la tradición.
Lo que en realidad es rentable no es solo la apariencia sino la laboriosidad de las mujeres de la tribu, que elaboran bellísimas telas a telar fabricando chalinas  o bordando con punto cruz minúsculo telas que utilizan para confeccionar gorros, carteras, monederos u otros elementos.